# Xu Hui
Xu Hui (chinês: 徐惠; 627–650) foi uma poetisa chinesa, "a primeira de todas as poetas femininas da dinastia Tang, uma indivíduo quase sem notoriedade na história literária tradicional... mas a única das mais de trinta 'imperatrizes e consortes'... que tem alguma de suas próprias escritas citadas nas histórias oficiais da Tang".
Era a filha prodígia de Xu Xiaode, de Changcheng em Huzhou (na moderna província de Zhejiang). Tornou-se uma consorte menor do segundo imperador da dinastia Tang, o imperador Taizong de Tang. Embora originalmente nomeada como uma dama de corte de quinto grau, uma "Dama Talentosa" (cairen, 才人), foi posteriormente promovida a um status de concubina imperial, como uma "Repleta de Dignidade" (Chongrong, 充容).
É uma das poetas femininas mais destacadas da China antiga, e acredita-se que tenha escrito cerca de mil poemas, mas apenas cinco sobrevivem nos dias atuais, incluindo o conhecido "Arrependimento no Palácio Changmen" sobre o popular tema da dinastia Tang da dama negligenciada ou abandonada. O poema se refere a um incidente histórico específico quando a imperatriz do imperador Han Wudi foi "sequestrada no Palácio do Portão Alto e temeu que fosse substituída nos afetos do soberano por uma nova favorita". Lê-se, em tradução parcial para a língua portuguesa:
Você costumava amar meu Terraço da Viga de Cipreste,

Mas agora você se encanta com o seu Palácio Yang Brilhante.

Eu sei o meu lugar, me despeço do seu palanquim.

Contenho meus sentimentos, choro por um leque descartado.

Houve um tempo em que minhas danças, canções, trouxeram honra.

Estas cartas e poemas de muito tempo atrás? Desprezados!

É verdade, eu penso - seu favor desabou como ondas.

Difícil oferecer água que foi derramada.
A tradição diz que na morte do imperador Taizong, ela adoeceu de tristeza e morreu no ano seguinte. O sucessor de Taizong, Gaozong, honrou-a postumamente com o título Xianfei (賢妃), e promoveu seu pai por sua conta para ser prefeito de Guozhou. Ela também recebeu o privilégio de enterro celestial dentro do mausoléu do imperador Taizong, o Zhaoling.

## Mídia
Foi interpretada por Janine Chang na série chinesa de 2014, A Imperatriz da China.